# Canarium polyphyllum
Canarium polyphyllum là một loài thực vật có hoa trong họ Burseraceae. Loài này được K.Schum. mô tả khoa học đầu tiên năm 1889.